# Paul Laciga
Paul Laciga (Berna, 24 de noviembre de 1970) es un deportista suizo que compitió en voleibol, en la modalidad de playa. Compitió haciendo pareja con su hermano Martin.
Ganó dos medallas de plata en el Campeonato Mundial de Vóley Playa, en los años 1999 y 2005, y seis medallas en el Campeonato Europeo de Vóley Playa entre los años 1997 y 2002.
Participó en dos Juegos Olímpicos de Verano, ocupando el quinto lugar en Sídney 2000 y el quinto en Atenas 2004.

## Palmarés internacional
| Campeonato Mundial | Campeonato Mundial         | Campeonato Mundial | Campeonato Mundial |
| Año                | Lugar                      | Medalla            | Pareja             |
| ------------------ | -------------------------- | ------------------ | ------------------ |
| 1999               | Marsella (Francia)         | Medalla de plata   | Martin Laciga      |
| 2005               | Berlín (Alemania)          | Medalla de plata   | Sascha Heyer       |
| Campeonato Europeo |                            |                    |                    |
| Año                | Lugar                      | Medalla            | Pareja             |
| 1997               | Roma (Italia)              | Medalla de bronce  | Martin Laciga      |
| 1998               | Rodas (Grecia)             | Medalla de oro     | Martin Laciga      |
| 1999               | Palma de Mallorca (España) | Medalla de oro     | Martin Laciga      |
| 2000               | Bilbao (España)            | Medalla de oro     | Martin Laciga      |
| 2001               | Jesolo (Italia)            | Medalla de plata   | Martin Laciga      |
| 2002               | Basilea (Suiza)            | Medalla de plata   | Martin Laciga      |